# دونالد كاميرون (سياسي كندي)
دونالد كاميرون (بالإنجليزية: Donald Cameron)‏ هو سياسي كندي، ولد في 6 مارس 1901 في ديفونبورت،ديفون في المملكة المتحدة، وتوفي في 13 فبراير 1989. انتخب عضو مجلس الشيوخ الكندي.